# Diospyros longibracteata
Diospyros longibracteata là một loài thực vật có hoa trong họ Thị. Loài này được Lecomte mô tả khoa học đầu tiên năm 1928.